# Billbergia buchholtzii
Espèce
Classification phylogénétique
Billbergia buchholtzii est une espèce de plantes à fleurs de la famille des Bromeliaceae, endémique du Brésil et décrite par le botaniste allemand Carl Christian Mez en 1919.

## Distribution
L'espèce est endémique de l'État de Mato Grosso au centre du Brésil.

## Description
L'espèce est épiphyte.